# Sosis Bandari

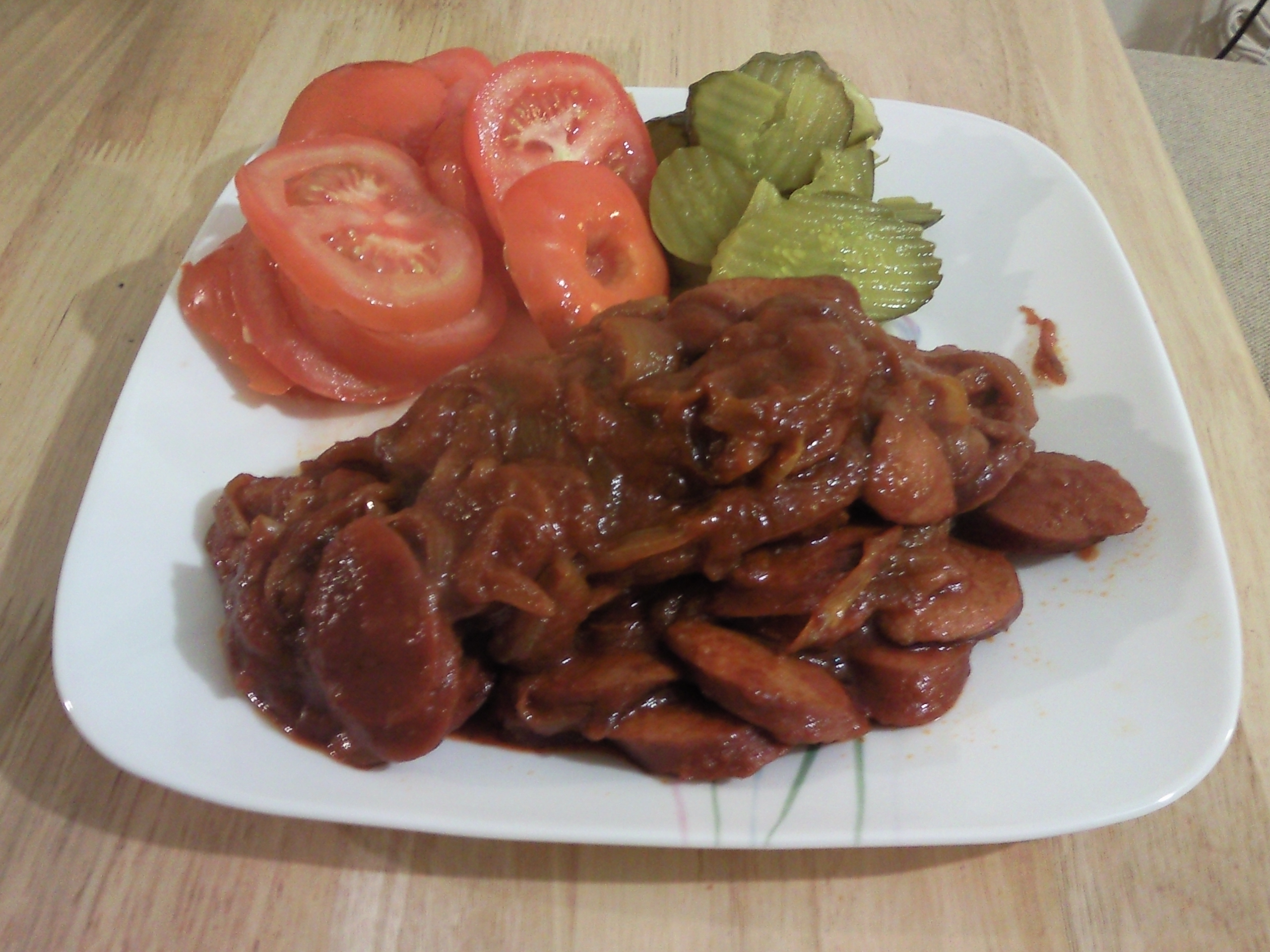
Salsicha do porto caseira (Sosis Bandari) servida com tomate e picles

Sosis Bandari (Persa: سوسیس بندری) também conhecido como Salsicha do porto é um alimento típico da culinária Iraniana, geralmente servido em lanchonetes na forma de sanduíches ou em um prato com acompanhamentos. Tradicionalmente é preparado com salsicha ou linguiça bovina, cebolas cruas ou cozidas, molho de tomate, pimenta moída e outros temperos típicos. O Dicionário Dehkhoda de Língua Persa define o Sosis Bandari como "um prato quente e apimentado, preparado com salsicha, muito popular na província do Cuzistão".

## História
Na língua persa (farsi) "bandar" significa porto, de forma que "bandari" significa que veio do porto. Embora existam muitos portos no Irã, esses termos geralmente se referem as cidades portuárias do Golfo Pérsico, no sul do país. Portanto, Sosis Bandari pode ser traduzido como Salsicha do porto, ou Salsicha que veio do porto.

## Ingredientes
Os principais ingredientes de um Sosis Bandari são salsicha, cebola fatiada, pasta de tomate e pimentas moídas. Outros ingredientes e temperos comuns são açafrão, pimentão, batata cozida ou assada, curry e suco de limão. A salsicha usada na receita é semelhante a salsicha polonesa kielbasa, com notas de salsicha defumada. No preparo de um verdadeiro e tradicional Sosis Bandari, somente alimentos alimentos permitidos no Islã (Halal) são utilizados.

## Preparo e consumo
A Sosis Bandari se assemelha a picadinho, geralmente usado como recheio em sanduíches submarino ou baguetes. Quando servido em um prato, costuma estar acompanhado de pão fatiado, picles e tomates em cubos. É um item muito comum nos cardápios dos restaurantes de fast-food e lanchonetes simples do Irã.

## Popularidade
Sosis Bandari é extremamente popular entre estudantes de ensino médio e universitários iranianos, por ser um alimento de baixo custo e fácil acesso. Embora carregue a fama de ser uma comida barata e preparada com ingredientes de menor qualidade, o sabor e a popularidade fizeram com que o prato ganhasse muitos apreciadores mesmo fora do meio estudantil. Atualmente é considerado uma iguaria nostálgica entre imigrantes iranianos, que associam o sabor característico com seu país natal. Dessa forma, o Sosis Bandari pode ser encontrado em diversos restaurantes iranianos ao redor do mundo.